# Corticaria aeterna
Corticaria aeterna là một loài bọ cánh cứng trong họ Latridiidae. Loài này được Wickham miêu tả khoa học năm 1914.